# Spoelgrondels
De spoelgrondels (Psilorhynchidae) is een familie van vissen uit de orde van de karperachtigen.

## Geslachten
- Psilorhynchus McClelland, 1839